# Серов, Валерий Михайлович
Вале́рий Михайлович Серо́в (род. 15 апреля 1940 года, г. Москва) — советский и российский государственный деятель.

## Биография
В 1962 году окончил Московский инженерно-строительный институт по специальности «инженер-строитель». Более 30 лет проработал в тресте «Промвентиляция» Минмонтажспецстроя СССР — мастером, прорабом, старшим прорабом, главным инженером, начальником монтажного управления, управляющим трестом.
В течение 7 лет был заместителем, затем первым заместителем начальника Главного управления по промышленному строительству Главмоспромстроя.
С середины 1980-х по 1991 год работал начальником отдела строительства и строительной индустрии — заместителем Председателя Госплана СССР. Знаком с Борисом Ельциным и Александром Коржаковым по Госстрою.
С 11 июня по 28 августа 1991 г. — председатель Государственного комитета СССР по строительству и инвестициям — министр СССР (и. о. до 26 ноября 1991).
В 1992-95 — президент Международного союза строителей. Был вице-президентом Международного фонда
«Интерприватизация» В. Щербакова. С февраля 1995 по август 1996 — Министр по делам сотрудничества со странами СНГ.
Распоряжением Правительства РФ от 12 октября 1995 N1414-рп назначен также заместителем председателя Российской части Межправительственной комиссии по экономическому сотрудничеству между РФ и Республикой Узбекистан.
Заместитель председателя Правления правительственной комиссии по вопросам СНГ (председатель правления комиссии — А. Большаков).
14 августа 1996 года Указом Президента РФ назначен заместителем Председателя Правительства РФ во вновь сформированном правительстве РФ. Стал курировать вопросы по делам СНГ.
С 9 сентября 1996 — член Комиссии Правительства РФ по оперативным вопросам.
В соответствии с Постановлением Правительства РФ от 26 октября утверждён председателем российской части межправительственных комиссий по торгово-экономическому и научно-техническому сотрудничеству между РФ и Вьетнамом, Испанией.
С декабря 1996 — первый заместитель председателя Комиссии по господдержке развития регионов России.
В декабре 1996 избран председателем Президиума Межгосударственного экономического комитета СНГ. 28 января 1997 назначен председателем Правительственной комиссии РФ по вопросам СНГ.
В реорганизованном Правительстве РФ (март 1997) сохранил пост заместителя Председателя Правительства РФ.
В марте 1997 года вошёл (вместе с В. Юмашевым и М. Мясниковичем) в состав совместной комиссии РФ и Республики Беларусь по решению организационных вопросов, связанных с всенародным обсуждением проекта Устава Союза на ОРТ, ВГТРК, Белтелерадиокомпании, радиостанции «Маяк».
С начала 2007 года по май 2012 года — Генеральный директор Центра международной торговли.
Награждён орденом «За заслуги перед Отечеством» IV степени (2010), двумя орденами Трудового Красного Знамени, многими медалями. Лауреат Государственной премии и премии Совета Министров СССР.
Удостоен благодарности Президента Российской Федерации за многолетний плодотворный труд в области строительства и в связи с 50-летием со дня образования Госстроя России (2000).
Печатается в периодике («Независимая газета», «Российские вести»).
Женат, двое детей.